# Jantje
Jantje est actuellement un voilier à deux mâts naviguant sur  la côte atlantique. C'est un brick-goélette depuis sa restauration.
Il a participé aux Fêtes maritimes de Brest en 2012, et à la Fête de la mer de Boulogne-sur-Mer en 2015.

## Histoire
Construit  au chantier naval  Van Goor à Monnickendam et lancé en 1930 des Pays-Bas, ce navire mène d'abord une carrière de pêche jusqu’en 1969. Il a changé souvent de propriétaires et de port d'attache. 
Abandonné, il est acheté en 1977 par Harry et Marian Müter. Restauré, il est gréé en brick-goélette ou brigantine et baptisé Jantje. Désormais, il accueille jusqu'à 24 passagers pour des sorties en mer, des croisières et participe à de nombreuses fêtes maritimes.
Il subit une nouvelle révision en 1993-94 et navigue d'Enkhuizen en début et fin de saison, pendant l'été dans la Manche et le long de la côte française où il est basé à Cherbourg.
Il était présent aux Tonnerres de Brest 2012 et à Brest 2016.
En 2015 il était présent à la Fête de la mer de Boulogne-sur-Mer.